# Partido Andalucista
Partido Andalucista (PA) är ett nationalistiskt center-vänsterparti verksamt i Andalusien, Spanien. Partiet grundades 1971 men har sedan dess genomgått ett antal mindre namnändringar. Det är inte medlem i något europeiskt parti.